# (5050) Doctorwatson
(5050) Doctorwatson ist ein Asteroid des Hauptgürtels, der am 14. September 1983 vom US-amerikanischen Astronomen Edward L. G. Bowell an der Anderson Mesa Station (IAU-Code 688) des Lowell-Observatoriums in Coconino County entdeckt wurde.
Der Asteroid wurde nach der Figur des Dr. John H. Watson benannt, dem Freund und ständigen Begleiter von Sherlock Holmes in den Romanen von Sir Arthur Conan Doyle.